# Supercopa de la CAF 2004
La Supercopa de la CAF 2004  fue la 12.ª edición de la Supercopa de la CAF, que enfrentó al Enyimba F. C. de Nigeria, campeón de la Liga de Campeones de la CAF 2003, y el Étoile du Sahel de Túnez, campeón de la Recopa Africana 2003.
Esta edición fue la última en la cual participó el campeón de la Recopa Africana, ya que este último torneo desapareció en 2003. El encuentro se disputó en el Estadio Internacional Enyimba, en Nigeria.

## Equipos participantes
En negrita ediciones donde el equipo salió ganador.
| Equipo          | Vía de clasificación                           | Participaciones previas |
| --------------- | ---------------------------------------------- | ----------------------- |
| Enyimba F. C.   | Campeón de la Liga de Campeones de la CAF 2003 | Debutante               |
| Étoile du Sahel | Campeón de la Recopa Africana 2003             | 1 (1998)                |

## Ficha del partido
| 22 de febrero | Enyimba F. C. | 1:0 (1:0) | Étoile du Sahel | Estadio Internacional, Enyimba |                          |
|               | Osim 20'      |           |                 | Árbitro(s): Divine Evehe       | Árbitro(s): Divine Evehe |

|                                   |
| Bandera de Nigeria                |
| Campeón Enyimba F. C. 1.er título |